# Twardówka wachlarzowata

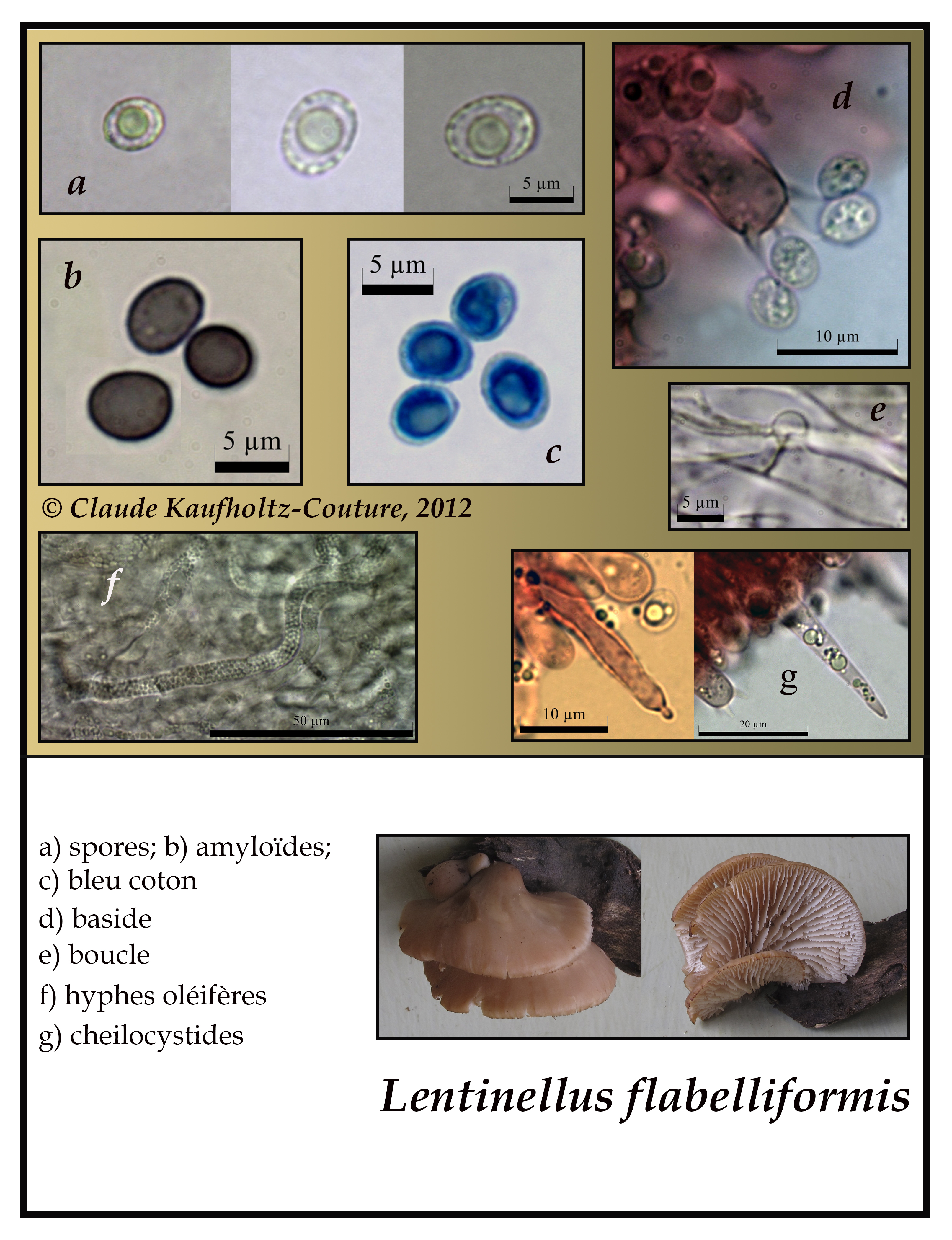

Twardówka wachlarzowata (Lentinellus flabelliformis (Bolton) S. Ito) – gatunek grzybów z rodziny szyszkogłówkowatych (Auriscalpiaceae).

## Systematyka i nazewnictwo
Pozycja w klasyfikacji według Index Fungorum: Lentinellus, Auriscalpiaceae, Russulales, Incertae sedis, Agaricomycetes, Agaricomycotina, Basidiomycota, Fungi.
Po raz pierwszy takson ten opisał w 1792 r. James Bolton nadając mu nazwę Agaricus filabeliformis. Potem zaliczany był do różnych innych rodzajów. Obecną, uznaną przez Index Fungorum, nazwę nadał mu w 1959 r. Seiya Ito przenosząc go do rodzaju Lentinellus.
Ma 13 synonimów. Niektóre z nich:
- Lentinellus flabellinus (Quél.) Konrad & Maubl. 1937
- Lentinus omphalodes var. flabelliformis (Bolton) Pilát 1946
- Lentinus omphalodes var. scoticus (Berk. & Broome) Pilát 1940[2].

Nazwę polską nadał Władysław Wojewoda w 2003 r.

## Morfologia
Jest to gatunek bardzo zmienny morfologicznie. Owocnik smukły, gładki, głęboko lejkowaty o higrofanicznym kapeluszu z długim, centralnym trzonem, z długim mimośrodowym kijem. Hymenofor blaszkowaty, blaszki o ostrzach wyraźnie ząbkowanych. Ma stosunkowo duże, drobno nakrapiane amyloidalne zarodniki o wymiarach 5–6 × 3–4,5 µm.

## Występowanie i siedlisko
Występuje w Ameryce Północnej, Europie, Azji i Australii. W Polsce do 2003 r. podano 4 stanowiska. Bardziej aktualne stanowiska podaje internetowy atlas grzybów. Znajduje się na Czerwonej liście roślin i grzybów Polski. Ma status E – gatunek wymierający, którego przeżycie jest mało prawdopodobne, jeśli nadal będą działać czynniki zagrożenia.
Nadrzewny grzyb saprotroficzny. W Danii występuje głównie na drewnie iglastym.